# BAT (Bornholms Amts Trafikselskab)
|  | For tobaksselskabet, se British American Tobacco For sportsredskabet til f.eks baseball Bat |
BAT (oprindeligt forkortelse for Bornholms Amts Trafikselskab) er et dansk trafikselskab, der dækker Bornholm. Selskabet driver et antal regionale regionale buslinjer fra Rønne til øens øvrige købstæder og mindre byer. Desuden driver det bybusserne i Rønne og forskellige lokale buslinjer rundt omkring på øen. BAT ejes af Bornholms Regionskommune.

## Produkter

### Rønne Bybusser
BAT driver bybusserne i Rønne. Linjenettet består af to bybuslinjer, linje 21 og linje 23. Busserne kører i timedrift fra morgen til aften, men dog i halvtimedrift i morgenmyldretiden. Linje 23 fortsætter som bybuslinje 21, når den ankommer til stoppestedet "Snellemark 45" i det centrale Rønne, og ender derefter på Rønne Havn, hvor bussen holder pause inden den kører igen. Der kører to busser forskudt af hinanden på de to bybuslinjer i Rønne. Bybusserne kører i ringruter, der dækker det meste af byen.

#### Bybussernes historie.
Rønne har haft bybusser i mange år, men nettet, der er kendt af de fleste bornholmere, er nok systemet med to små busser på de daværende bybusruter 22 og 24. Linje 22 kørte i Rønne Nord og Linje 24 i Rønne Syd indtil 2010, hvor der blev introduceret en linje 23 som supplement til de to øvrige ruter, der kun kørte på hverdage. Linje 23 blev introduceret med weekenddrift for at tiltrække flere passagerer til bybusserne end dem, der hidtil havde kørt på linjenettet. I 2012 blev nettet udvidet med en ny linje 21, så linjenettet herefter bestod af fire linjer. Linje 24 kørte i nogenlunde modsat retning i forhold til linje 23's ringrute. I 2012 kom der også en femte rute til, som overtog aften og weekendbetjeningen fra den normale linje 23. Den femte rute blev døbt linje 23A.
I 2014 blev linje 24 nedlagt i forbindelse med at linje 22 blev omlagt betjene en del af linje 24's daværende dækningsområder. Linje 23A blev nedlagt i 2017 hvor linje 21 og 22 overtog weekend- og aftenkørslen i Rønne by. I 2019 skulle linje 22 egentlig nedlægges i sommerferien grundet færre brugere af bybusserne i ferieperioden men grundet underskud i BAT forblev linjen nedlagt permanent. Linjenettet i Rønne er siden 2019 blevet betjent af to ringruter med både aften og weekenddrift (linje 21 og 23).

##### Elbusser på Rønne bybusser
Med forsinkelse ankom de første 2 nye elbusser til Bornholm. Busserne af mærket Izuzu vil fra foråret 2024 rulle på Rønnes bybuslinje 22 og 23.

### Lokalruter
Lokalruterne på Bornholm er ruter, der kører på skoledage i forbindelse med skolernes ringetider i de større byer. Ruterne forbinder alle dele af Bornholm og knytter sig til regionale ruter i de byer, hvor der befinder sig en folkeskole.
Lokalruterne kører ikke i skolernes ferier, hvor der derimod er øgning på de regionale ruter og indsat teletaxa til de mindre områder.

### Regionale Ø Ruter
Bornholm har 10 Regionale busruter der forbinder øen på kryds og tværs. 9 af de 10 ruter har udgangspunkt ved færgen i Rønne og kører hver sin vej ud af byen. Linjerne 7 og 8 er ringruter der kører hver sin vej hele vejen rundt om øen hvor 7'eren kører imod fra Rønne imod nord og Hasle og 8'eren kører imod syd og Bornholms Lufthavn på vej ud af Rønne. Linje 9 er den eneste af de regionale større ruter, der ikke kommer forbi Rønne. Ruten kører udgangspunkt i Aakirkeby og kører via Almindingen til Gudhjem, Linje kører kun på hverdage. På nær linje 9 kører alle de regionale ruter alle ugens dage, men med højere frekvens på hverdage end i weekender og om aftenen. BAT har ligeledes en feriekøreplan om sommeren, hvor de regionale ruter bliver forstærket, men bybusnettet i Rønne bliver nedprioriteret på grund af øens store sommerturisme.

#### Natbusdrift
De regionale ruter linje 1 og 6 kører natbusdrift året rundt. Ruterne er markeret 1N og 6N, hvor linje 1N er en nordgående ringrute, der betjener den nordlige del af Bornholm, medens linje 6N er en sydgående ringrute, der betjener den sydlige del af Bornholm. Linjerne har udgangspunkt fra Rønne Havn og kører søndag til torsdag hver dag klokken 00:00. Fredag og lørdag er der to daglige afgange fra Rønne klokken 00:00 og klokken 02:00. Begge ruter har forbindelse med hinanden på Rønne Havn.

## Overblik over de regionale Ø ruter og bybusserne i Rønne
| Linje | Ruteføring | Bemærkninger                                                                     |
| ----- | --- | -------------------------------------------------------------------------------- |
| 1     | Rønne - Sorthat-Muleby - Hasle - Rutsker - Allinge-Sandvig - Sandkås - Tejn - Olsker - Rø - Helligdommen - Gudhjem |                                                                                  |
| 2     | Rønne - Nyker - Klemensker - Rø - Helligdommen - Olsker - Allinge-Sandvig - Hammershus |                                                                                  |
| 3     | Rønne - Knudsker - Vestermarie - Almindingen - Østermarie - Østerlars - - Melsted - Gudhjem |                                                                                  |
| 4     | Rønne - Knudsker - Årsballe - Østerlars - Østermarie - Bølshavn - Listed - Svaneke - Aarsdale - Nexø |                                                                                  |
| 5     | Rønne - Knudsker - Vestermarie - Aakirkeby - Bodilsker - Nexø |                                                                                  |
| 6     | Rønne - Lufthavnen - Arnager - Nylars - Lobbæk - Aakirkeby - Pedersker - Povlsker - Balka - Nexø | Nogle afgange morgen og eftermiddag kører via Campus Bornholm                    |
| 7     | Rønne - Sorthat - Muleby - Hasle - Vang - Hammershus - Allinge-Sandvig - Sandkås - Tejn - Helligdommen - Gudhjem - Melsted - Saltuna - Bølshavn - Listed - Svaneke - Brændesgårdshaven - Aarsdale - Nexø - Balka - Snogebæk - Dueodde - Østre Sømarken - Vestre Sømarken - Boderne - Arnager - Rønne | Ringrute der dækker alle kystbyerne på Bornholm                                  |
| 8     | Samme rute som 7'eren bare modsat retning | Ringrute der dækker alle kystbyerne på Bornholm                                  |
| 9     | Aakirkeby - Almindingen - Østermarie - Østerlars - Melsted - Gudhjem | Kører ikke weekend eller aftendrift Eneste rute der ikke kommer ind forbi Rønne. |
| 10    | Rønne - Nyker - Klemensker - Hasle - Vang - Allinge-Sandvig - Hammershus |                                                                                  |

| Linje | Ruteføring | Bemærkninger                                             |
| ----- | --- | -------------------------------------------------------- |
| 21    | (Rønne havn) - Snellemark 45 - Galløkken Camping - Fredensborg Hotel - Bornholms Hospital - Centerlunden - Ringvejen - Plejecenter Snorrebakken - Gartnervangen - Store Torv - Snellemark 45 - Havnegade                           |                                                          |
| 23    | (Rønne Havn) - Snellemark 45 - Byledsgade - Rønne Svømmehal - Gartnervangen - Rønne Rådhus - Biblioteket - DR Bornholm - Centerlunden - Bornholms Hostpital - Munch Petersens vej Galløkken Camping - Snellemark 45 - (Rønne havn) | De fleste ture fortsætter som linje 21 fra Snellemark 45 |

## Administrativt

### Ledelse
Ledelsen i BAT består af personer fra Bornholms Regionskommune, Personer fra Region hovedstaden. og trafikchef Kim kock-Hansen

### Udbud af kørslen
BAT er det eneste trafikselskab i Danmark, der varetager driften på busbetjeningen af Bornholms regionale Ø Ruter og bybusserne i Rønne. Lokalruterne er udliciterede til lokale vognmænd på Bornholm. De lokale vognmænd på Bornholm har i flere år meddelt BATs ledelse, at de er klar til at overtage kørslen fra trafikselskabet igennem et udbud. Dette har BAT hidtil afvist.
BAT udbød tidligere busdriften til licitering hvor de fleste bornholmere nok kender de røde busser drevet af det daværende Connex. Connex stoppede opeationerne i Danmark kort efter Veolia Transport overtog selskabet. Efter Veolia var trådt ud af det Danske marked overtog et lokalt bornholmsk selskab kaldet "Iversens Busser" Busbetjeningen af bybusserne i Rønne og de regionale Bornholmske busruter. Iversens Busser gik i 2009 konkurs og siden har BAT stået for de regionale ruter og bybusserne i Rønne på egen hånd.

### Hovedkontor
BATs hovedkontor er placeret på adressen Munch Petersens Vej 2, 3700 Rønne, BAT har desuden et billetkontor der er placeret i det "Røde Pakhus" på adressen "Snellemark 45" i Rønne by nær Store Torv.

## Billetmuligheder hos BAT
BAT er det eneste trafikselskab i Danmark, der ikke udbyder salg eller brug af Rejsekort på trods af, at de har aktiver i Rejsekort & Rejseplan A/S. Hos BAT kan man benytte sig af følgende billetmuligheder:
- Kontantbillet[12]
- Klippekort i både pap og App: Bat er det sidste trafikselskab i Danmark der benytter sig af fysiske klippekort i papformat.
- 24 timer billet i form af klippekort: Giver adgang til ubegrænset transport på hele Bornholm i 24 timer
- 7 dages billet i form af klippekort: Giver adgang til ubegrænset transport på hele Bornholm i 7 dage.
- Ø-kort: Giver ret til transport på hele Bornholm i et år fra købsdato.
- Periodekort: Købes i app eller som fysisk kort fra 30 dage som minimum og op til et år som længste tid.

## Galleri
- Busstoppested et sted på Bornholm
- Busserne på Bornholm er med årene blevet malet gule i takt med at der er kommet nye busmodeler til
- Bus på rute BAT rute 2 på vej ind på busterminalen ved Rønne Havn
- Linje 5 og 6 afventer afgang fra Rønne Havn
- I Centrum af Rønne holder busserne ofte i kø til stoppestedet "Snellemark 45" efter et færgetræk inden de kører videre ud på øen
- Garagen i Rønne